# Sangaste

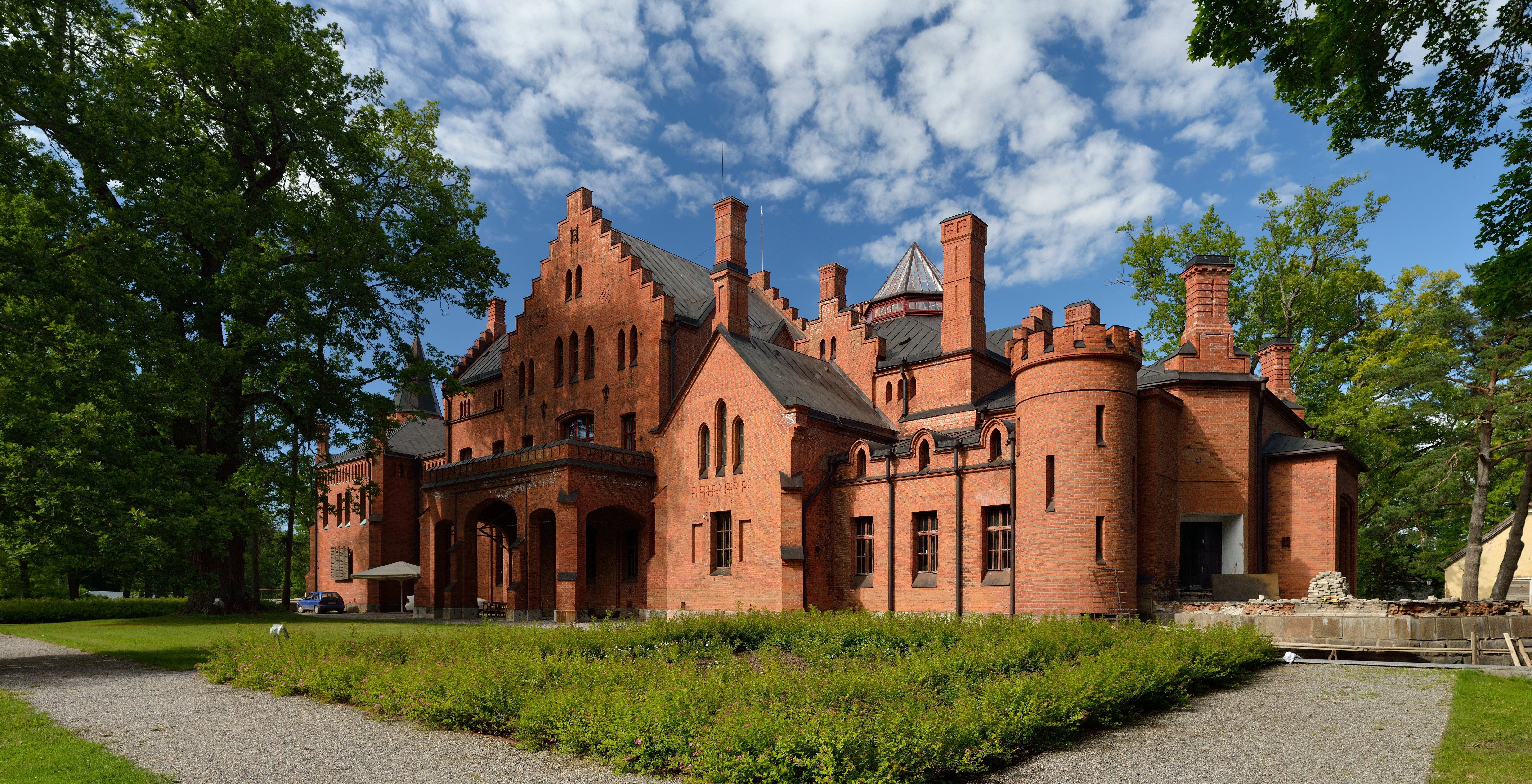

Sangaste (em estoniano:  Sangaste vald) é um município rural estoniano localizado na região de Valgamaa.